# Rymosia pediformis
Rymosia pediformis är en tvåvingeart som beskrevs av Shaw 1951. Rymosia pediformis ingår i släktet Rymosia och familjen svampmyggor. Inga underarter finns listade i Catalogue of Life.